# C-25
La autovía C-25 o Eje Transversal (Eix Transversal en catalán y oficialmente) es un eje de comunicación viaria interior de la comunidad autónoma de Cataluña, España.
Fue ejecutado a finales del siglo XX por la Generalidad de Cataluña con el objetivo de vertebrar transversalmente (este-oeste) las comarcas centrales e interiores de Cataluña (Lérida, Cervera, Manresa, Vich, Aeropuerto de Gerona) y evitar la obligación de atravesar la corona metropolitana de Barcelona al tráfico de paso, al conectar en ambos extremos con la A-2.

## Tramos
El eje se plantea conceptualmente desde los límites con Aragón (kilómetro 0) hasta Caldas de Malavella (km 244) donde enlaza con la A-2 (Madrid-La Junquera, la AP-7 (Algeciras-La Junquera, y la C-65 Gerona-San Felíu de Guixols.
Pese a ello toma cuerpo mediante tres tramos claramente diferenciados:
km 0- km 82 (82 km) (límite Aragón-Cervera): Su trazado es el de la autovía A-2 (Madrid-La Junquera) desde su km 444 hasta el km 518.
Este tramo conceptualmente forma parte del Eje, aunque es de titularidad y gestión estatal por tratarse de vía intercomunitaria, y no pertenece administrativamente a la C-25, sobre el terreno, cumple el objetivo para el que fue pensado el Eje Transversal.
km 83- km 244 (161 km) (Cervera-Caldas de Malavella): Su trazado es de autovía, y es el tramo conocido propia y efectivamente como "el Eje".
Esto es porque, aun cuando es cierto inicialmente aprovechaba variantes en servicio de diversas ciudades, su ejecución supuso disponer de una carretera de nueva construcción que por kilómetros, por enlaces, y por aportación a la movilidad interior, se toma por la población como un nuevo eje de comunicaciones.
En ambos extremos, en Cervera y Caldes de Malavella  enlaza con la A-2, pero recorta el recorrido de 170 a 152 km y sin pasar por Barcelona.
En el extremo oeste, en Riudellots, enlaza también con la autopista AP-7 del eje La Junquera-Algeciras y el Aeropuerto de Gerona-Costa Brava.
La infraestructura es divide en tres tramos: el que va de Cervera a Manresa, el de Manresa a Vic, y el de Vic a Caldas de Malavella.
+El tramo que enlaza Cervera con Manresa tiene 44,3 km, con 13 enlaces y 20 viaductos, la mayoría sobre la riera de Rajadell.
+El tramo de Manresa a Vic, tiene 43 km, con 13 enlaces y 12 viaductos y 3 túneles.
+El tramo más largo, con una orografía más complicada, es el que enlaza Vic con Caldas de Malavella, con 55,4 km, presenta 14 enlaces, 18 viaductos y 12 túneles.

## Historia
La primera idea del Eje Transversal data de 1935, con el Plan de Obras Públicas de la Generalidad, durante la 2ª República, redactado por Victoriano Muñoz Oms. Había la propuesta de unir Gerona y Lérida, pasando por Tárrega, Cervera, Manresa y Vic.
Pero hasta 1985 no se construyó hasta que un gobierno de Jordi Pujol lo incorporó a su plan de carreteras.
El tronco central, lo que popularmente es el "Eix" quedó inaugurado definitivamente el 12 de diciembre de 1997, con la apertura del tramo comprendido entre las poblaciones de Santa María de Oló y Vich, después de 4 años y 12 inauguraciones parciales, la primera de las cuales fue el 22 de mayo de 1993 en el tramo entre Santa Coloma de Farnés y Bruñola.
Su construcción corrió a cargo de la Generalidad de Cataluña, que es su titular, y se inauguró como vía rápida, con calzada única y dos sentidos de circulación, desde Cervera hasta Riudellots de la Selva.
Pese a ser una vía rápida pensada para descongestionar el tráfico que cruzaba Cataluña sin obligar a pasar por la región metropolitana de Barcelona, se construyó únicamente con una calzada de dos carriles, uno por cada sentido, pero con frecuentes carriles para vehículos lentos en las subidas que permiten adelantamientos en los dos sentidos y con accesos/salidas reglamentados y sin cruces a nivel. La velocidad media es de 90 km/h y el máximo permitido es de 100 km/h.
Con todo ello, la carretera ejecutada se vio superada por la cantidad de vehículos que circulan (tanto turismos, como vehículos pesados, en viajes intercomarcales, o viajes al interior de la península evitando Barcelona), como por la elevada mortalidad, y en 2007, solo diez años después de entrar en servicio, la Generalidad de Cataluña aprueba el desdoblamiento para convertirla en autovía.
Durante el primer trimestre de 2008, comenzaron las obras de desdoblamiento del tramo central para convertirla en autovía, con previsión de acabarlas entre 2010 y 2011. Posteriores desavenencias entre los adjudicatarios y el gobierno de la Generalidad de Cataluña han llevado a posponer la entrada en servicio, que en abril de 2012 estaba prevista para julio de 2013.
Las obras, que se financiaron mediante el llamado peaje en la sombra, contaron con un presupuesto inicial de más de 708 millones de euros (733.789.000 euros en el segundo trimestre de 2012), y tenían previsto afectar a 31 municipios de 5 comarcas y comportar la construcción de 52 viaductos, 14 túneles y 40 enlaces.
El 4 de enero de 2013 entra en servicio en forma de autovía, con un alargamiento de 2 km hasta Caldes de Malavella donde enlaza de nuevo con la A-2.

## Futuro (peaje, concesión y volumen)
Los trabajos de reconversión a autovía contaron finalmente con un presupuesto de 752,4 millones de euros, y se ejecutaron mediante una concesión pública que tiene un plazo de 33 años desde su adjudicación en 2007, de modo que, el Gobierno de la Generalitat deberá pagar 69,8 millones de media hasta 2040 en concepto de 'peajes a la sombra'.
El Gobierno ha de pagar 12 euros por cada camión que traviese el Eje Transversal y 9 por el resto de vehículos, aunque en el momento de inaugurar el desdoblamiento ya se estudiaba la implantación de la euroviñeta para gravar el tráfico de camiones.
Por su parte, la concesionaria Cedinsa, prevé destinar durante el periodo de concesión 227 millones de euros a la conservación y explotación del Eje Transversal, así como 237 millones adicionales a reinversiones.
En el momento de la inaugurar el desdoblamiento, la concesionaria Cedinsa, participada por Comsa Emte, Copisa, Copcisa, y FCC, también gestionaba por concesión las autovías C-16 (Eje del Llobregat), C-35 (Massanet-Playa de Aro), y C-17 (Centellas-Vich-Ripoll), dos de las cuales cruzan con el trazado del eje transversal.
En referencia al volumen de tráfico, los cálculos son que en 2019 pasen 20.000 vehículos al día, y que un 21% de ellos sean pesados.

## Tramos
| Denominación | Tramo | km      | Año servicio                                                                         |
| ------------ | --- | ------- | ------------------------------------------------------------------------------------ |
| C-25         | Cervera A-2 - Olujas Tramo original Nuevo tramo (autovía)                                                                                              | 5,6 5,7 | 1 carril por sentido: 1997 2 carriles por sentido: 2003                              |
| C-25         | Olujas - Mirambell | 15,6    | 1 carril por sentido: 1997 2 carriles por sentido: 2013                              |
| C-25         | Mirambell - San Pedro Salavinera | 5,7     | 1 carril por sentido: 1997 2 carriles por sentido: 2013                              |
| C-25         | San Pedro Salavinera - Aguilar de Segarra | 4,7     | 1 carril por sentido: 1996 2 carriles por sentido: 2013                              |
| C-25         | Aguilar de Segarra - Rajadell | 8,7     | 1 carril por sentido: 1997 2 carriles por sentido: 2013                              |
| C-25         | Rajadell - Manresa Sur | 8,4     | 1 carril por sentido: 1996 2 carriles por sentido: 2013                              |
| C-25         | Ronda Norte de Manresa Tramo: Manresa Sur - San Fructuoso de Bages                                                                                     | 4,6     | 2 carriles por sentido: 1996                                                         |
| C-25         | San Fructuoso de Bages - Artés | 10      | 1 carril por sentido: 1996 2 carriles por sentido: 2013                              |
| C-25         | Artés - Santa María de Oló | 14,6    | 1 carril por sentido: 1997 2 carriles por sentido: 2013                              |
| C-25         | Santa María de Oló - Fontfreda | 8,5     | 1 carril por sentido: 1997 2 carriles por sentido: 2013                              |
| C-25         | Fontfreda - Enlace C-154 | 7,3     | 1 carril por sentido: 1997 2 carriles por sentido: 2013                              |
| C-25         | Variante de Vich Tramo: Enlace C-154 - Gurb C-17 Tramo: Enlace C-154 - Gurb C-17 Tramo: Gurb C-17 - Vich Norte C-17                                    | 2,3 2,4 | 1 carril por sentido: 1997 2 carriles por sentido: 2013 2 carriles por sentido: 1997 |
| C-25         | Vich Norte C-17 - Call de Tenes | 6,3     | 1 carril por sentido: 1993 2 carriles por sentido: 2013                              |
| C-25         | Call de Tenes - San Saturnino de Osormot | 8,5     | 1 carril por sentido: 1994 2 carriles por sentido: 2013                              |
| C-25         | San Saturnino de Osormot - Espinelvas | 6,4     | 1 carril por sentido: 1995 2 carriles por sentido: 2013                              |
| C-25         | Espinelvas - San Hilario Sacalm | 9,4     | 1 carril por sentido: 1995 2 carriles por sentido: 2013                              |
| C-25         | San Hilario Sacalm - Els Tres Camins | 7       | 1 carril por sentido: 1995 2 carriles por sentido: 2013                              |
| C-25         | Els Tres Camins - Santa Coloma de Farnés | 6,2     | 1 carril por sentido: 1995 2 carriles por sentido: 2013                              |
| C-25         | Santa Coloma de Farnés - Bruñola | 5,3     | 1 carril por sentido: 1993 2 carriles por sentido: 2013                              |
| C-25         | Bruñola - Viloví de Oñar | 5,4     | 1 carril por sentido: 1994 2 carriles por sentido: 2013                              |
| C-25         | Viloví de Oñar - Caldas de Malavella Tramo original: Viloví de Oñar - Riudellots de la Selva A-2 Nuevo tramo: Viloví de Oñar - Caldas de Malavella A-2 | 2,6 2   | 1 carril por sentido: 1994 2 carriles por sentido: 2013                              |

## Salida y accesos de la vía
| Elemento | Nombre de Salida (sentido Gerona)/Ver de arriba-abajo                           | Número de Salida | Nombre de Salida (sentido Lérida)/Ver de abajo-arriba                      | Carretera que enlaza |
| -------- | ------------------------------------------------------------------------------- | ---------------- | -------------------------------------------------------------------------- | -------------------- |
|          | Inicio de la C-25                                                               |                  | Fin de la C-25 Continúa por: E-90 A-2                                      |                      |
|          | Barcelona L-311a Cervera (este) Guisona                                         | 83               | Barcelona L-311a Cervera (este) Guisona                                    | N-II                 |
|          | San Guim de Freixanet Estarás Olujas                                            | 88               | San Guim de Freixanet Estarás Olujas                                       | LV-1004              |
|          | Torá Pujalt San Ramón                                                           | 93               | Torá Pujalt San Ramón                                                      | N-141f               |
|          | Igualada Calaf                                                                  | 103              | Igualada Calaf                                                             | C-1412a              |
|          | Salavinera Calaf                                                                | 107              | Salavinera Calaf                                                           | N-141b               |
|          | Salavinera                                                                      | 110              | Salavinera                                                                 | N-141b               |
|          | Fonollosa Aguilar de Segarra                                                    | 114              | Fonollosa Aguilar de Segarra                                               | N-141b               |
|          |                                                                                 | 120              | Castellar de la Ribera                                                     | N-141g               |
|          | Rajadell                                                                        | 121              | Rajadell                                                                   |                      |
|          | Fonollosa Fals Rajadell                                                         | 123              | Fonollosa Fals Rajadell                                                    | BV-3012              |
|          |                                                                                 | 126              | Monistrolet                                                                |                      |
|          | Tarragona Igualada                                                              | 130              | Tarragona Igualada                                                         | C-37                 |
|          | Solsona - Andorra Sant Joan de Vilatorrada (centro) Manresa (oeste)             | 132              | Solsona - Andorra Sant Joan de Vilatorrada (centro) Manresa (oeste)        | C-55 C-37z           |
|          | San Fructuoso de Bages Manresa (otros) Barcelona                                | 134              |                                                                            | C-55                 |
|          | Sampedor (centro)                                                               | 136              | Sampedor (centro)                                                          | BV-4501              |
|          | Sampedor Polígono industrial - San Fructuoso Navarclés Polígono industrial      | 134              | Sampedor Polígono industrial - San Fructuoso Navarclés Polígono industrial | BV-4511              |
|          | Barcelona Tarrasa                                                               | 141A             | Barcelona Tarrasa                                                          | E-9 C-16             |
|          | Andorra - Berga                                                                 | 141B             | Andorra - Berga                                                            | E-9 C-16             |
|          | Cabrianes Artés                                                                 | 145              |                                                                            | B-430                |
|          | Avinyó                                                                          | 151              | Avinyó                                                                     | B-431                |
|          | Avinyó                                                                          | 154              | Avinyó                                                                     | BP-4313              |
|          | Santa Maria d'Oló                                                               | 157              |                                                                            | BP-4313              |
|          |                                                                                 | 160              | Santa Maria d'Oló                                                          | BP-4313              |
|          | Moyá Estany Oristá                                                              | 164              | Moyá Estany Oristá                                                         | C-59                 |
|          | Prats de Llusanés San Bartolomé del Grau Olost                                  | 170              | Prats de Llusanés San Bartolomé del Grau Olost                             | C-62                 |
|          | Barcelona Vich (oeste)                                                          | 176              | Barcelona Vich (oeste)                                                     | C-25D                |
|          | Olot Ripoll Manlleu B-521 - Gurb (norte)                                        | 180              |                                                                            | C-17                 |
|          | Manlleu Vich (centro) Polígono industrial                                       | 182              | Manlleu Vich (centro) Polígono industrial                                  | B-522                |
|          | Roda de Ter Vich (Illa Càrnia)                                                  | 183              | Roda de Ter Vich (Illa Càrnia)                                             | C-153                |
|          | Folgarolas San Julián de Vilatorta Calldetenes                                  | 187              | Folgarolas San Julián de Vilatorta Calldetenes                             | N-141d               |
|          | San Saturnino de Osormort                                                       | 194              | San Saturnino de Osormort                                                  | BV-5201              |
|          | Espinelves                                                                      | 199              |                                                                            | GV-5441              |
|          | Coll de Revell Viladrau                                                         | 202              | Coll de Revell Viladrau                                                    | GI-543               |
|          | Blanes Arbucias San Hilario Sacalm                                              | 209              | Blanes Arbucias San Hilario Sacalm                                         | GI-550               |
|          | Sant Miquel de Cladells                                                         | 217              | Sant Miquel de Cladells                                                    | GI-551               |
|          | Olot Anglés Santa Coloma de Farnés                                              | 225              | Olot Anglés Santa Coloma de Farnés                                         | C-63                 |
|          | Viloví de Oñar Santa Coloma de Farnés                                           | 228              | Viloví de Oñar Santa Coloma de Farnés                                      | C-63                 |
|          | Sant Feliu de Guíxols Riudellots de la Selva Aeropuerto de Gerona - Costa Brava | 234              |                                                                            | C-25                 |
|          | Fin de la C-25 Continúa por: E-90 A-2                                           |                  | Inicio de la C-25                                                          |                      |

## Siniestralidad
Según indica la Generalidad el desdoblamiento de todo el Eje también buscaba mejorar la seguridad de la vía. Durante 14 años de funcionamiento con calzada única hubo 208 víctimas mortales, con una media de 15 cada año.
2007 fue el año con mayor siniestralidad, con 25 víctimas, y el que menos 2011, con 4.